# Абдест
Абдест (од аб - вода и дест - рука; прање руку) је верско чишћење муслимана пре молитве.
Чистоћа је прописана Кураном. "Алах заиста воли оне који се често кају и воли оне који се много чисте“ (Куран 2:222), а Алахов посланик каже: "Намаз неће бити примљен без чистоће"
У исламу има више начина да се верник очисти:
- al-wudu је уобичајени абдест пре клањања (молитве), где се одређени делови тела перу чистом водом,
- тајамум је абдест чистом земљом, кад нема чисте воде,
- гусул је потпуно чишћење тј. купање.

Чистом водом се сматра природна вода која има све природне особине, без било чега што се у њој обично не налази и што јој није променило мирис, укус и боју. „Ми с неба чисту воду спуштамо“ (Куран 25:48). Чиста вода са шеријатског становишта може бити: изворска вода, кишница, текућа вода, отопина од снега, стајаћа вода (језеро), бунарска вода и морска слана вода.
Чистом земљом се сматра чисто земљино тле у виду праха, песка, камена. То се примењује само кад нема воде и може да траје више дана. Кад се нађе вода, обавезно се треба окупати.
Чистоћа се остварује уклањањем нечистоће са тела, одеће и места где се клања. Абдест се обавља обавезним прањем лица, руку до лаката и ногу до чланака, испирањем уста и носа, и протирањем врата, ушију и темена главе мокром руком.